# Manitoulin
Manitoulin (ang. Manitoulin Island, fr. Île Manitoulin) – kanadyjska wyspa, w prowincji Ontario, położona w północnej części jeziora Huron. Od stałego lądu oddziela ją North Channel. Zajmuje powierzchnię 2766 km² i jest największą na świecie wyspą położoną na jeziorze. Jest 172. co do wielkości wyspą na Ziemi oraz 31. co do wielkości wyspą Kanady. Nazwa wyspy w tubylczych językach z rodziny algonkian oznacza "władzę duchów Manitou".

## Opis
Wyspa Manitoulin posiada bardzo urozmaiconą linię brzegową. Zwłaszcza po stronie północnej znajduje się  wiele głębokich zatok, rozdzielanych wydatnymi półwyspami. Na wyspie znajduje się 108 słodkowodnych jezior, a na niektórych z nich także znajdują się wyspy. Na kilku z owych wysp znajdują się również niewielkie zbiorniki wodne. Największym z jezior wyspy Manitoulin jest jezioro Manitou o powierzchni około 104 km² - największe na świecie jezioro na wyspie położonej na jeziorze. Na wyspie są trzy większe rzeki: Kagawong, Manitou i Mindemoya.
Na wyspie mieszka ok. 12 650 stałych mieszkańców. Największa miejscowość, położony w północnej części wyspy Little Current, liczy 1575 mieszkańców (1996). Inne ważniejsze miejscowości na wyspie (w tym osady indiańskie na terenach rezerwatów) to South Baymouth, Sanfield, Manitowaning i Sheguiandah w części wschodniej wyspy, Providence Bay, Spring Bay i Gore Bay w części środkowej oraz Evansville, Silver Water i Meldrum Bay w zachodniej. W sezonie letnim licznie przybywający na wyspę właściciele sezonowych domków oraz turyści powodują zwiększenie ilości ludności do ok. 50 tys.
Z lądem stałym łączy wyspę obrotowy most drogowy w miejscowości Little Current oraz sezonowe połączenie promowe, realizowane między South Baymouth a Tobermory na Półwyspie Bruce’a, aktualnie (2014 r.) przez duży prom samochodowy MS Chi-Cheemaun. Wszystkie te trzy miejscowości leżą na trasie drogi nr 6 biegnącej z południa prowincji Ontario do miejscowości Espanola na północ od Georgian Bay.

## Historia
Najstarsze archeologiczne ślady obecności małych grup nomadycznych myśliwych na wyspie pochodzą sprzed 10-11 tys. lat (głównie zaawansowane narzędzia wykonywane techniką kamienia łupanego z tzw. stanowiska Sheguiandah). W całym regionie, który pokrywała wówczas tundra i tajga, grupy Paleoindian utrzymywały się najprawdopodobniej z polowań na wielkie ssaki kopalne i drobniejszą zwierzynę oraz rybołówstwa, zakładając często osady w strategicznie położonych miejscach nad brzegami ówczesnych jezior polodowcowych i na wyspach.
Nieliczne znane obecnie późniejsze dowody obecności człowieka na wyspie (rozmaite ślady sezonowych osiedli myśliwskich i prymitywnego rolnictwa) należą prawdopodobnie do algonkiańskich przodków Indian Ottawa (Odawa), Odżibwejów i Potawatomi, którzy zamieszkiwali ją w połowie XVII w., kiedy wyspę odkryli Brytyjczycy. W 1648 jezuici założyli tu pierwszą misję, ale nie przetrwała długo. Na skutek chorób pochodzenia europejskiego oraz najazdów Irokezów z południa w 1650 roku wyspa opustoszała. Pozostawała niemal bezludna aż do początków XIX w., kiedy to zaczęli na nią powracać indiańscy uczestnicy wojny 1812 roku i powstania Tecumseha.
W 1836, zgodnie z pierwszym indiańskim traktatem władz Kanady z plemionami Odżibwejów i Ottawów, całą wyspę przeznaczono na rezerwat dla Indian z wybrzeży jeziora Huron. Dwa lata później odbudowano na wyspie misję katolicką. Ponieważ większość Indian nie chciała osiedlać się na wyspie, w 1862 kolejny traktat (tzw. Manitoulin Island Treaty lub McDougall Treaty) podzielił wyspę na kilka mniejszych rezerwatów, a atrakcyjniejszą jej część (brzegi wyspy, doliny strumieni z młynami) udostępnił osadnikom. W tym samym okresie na wyspie zapoczątkowano wyrąb drewna, rybołówstwo i hodowlę owiec. Pół wieku później był to jeden z głównych obszarów ich hodowli w Kanadzie, natomiast pozostałe rodzaje działalności przemysłowej upadły.
Obecnie wyspę zamieszkuje 12,6 tys. stałych mieszkańców, z czego ok. 25% to Indianie z sześciu niewielkich rezerwatów: M'Chigeeng (dawniej West Bay First Nation), Providence Bay, South Baymouth, Tehkummah, Barrie Island oraz największego, zajmującego całą wschodnią część wyspy, Manitoulin Island Reserve No. 26 (od zmian prawnych w 1975 zwanego też Wikwemikong Unceded Indian Reserve). Od blisko stu lat cała wyspa jest terenem atrakcyjnym turystycznie, oferując licznym w sezonie letnim gościom (głównie z Kanady i USA) m.in. wędkarstwo, sporty wodne, szlaki piesze i rowerowe.